# Chileseius
Chileseius es un género de ácaros perteneciente a la familia  Phytoseiidae.

## Especies
El género contiene las siguientes especies:
- Chileseius camposi Gonzalez & Schuster, 1962
- Chileseius paracamposi Yoshida-Shaul & Chant, 1991